# Oedignatha uncata
Oedignatha uncata är en spindelart som beskrevs av Eduard Reimoser 1934. Oedignatha uncata ingår i släktet Oedignatha och familjen flinkspindlar. Inga underarter finns listade i Catalogue of Life.